# إسحاق بي. رودمان
إسحاق بي. رودمان هو ضابط وسياسي أمريكي، ولد في 18 أغسطس 1822 في ساوث كينغستاون في الولايات المتحدة، وتوفي في 30 سبتمبر 1862 في شاربسبورغ في الولايات المتحدة. انتخب عضو مجلس ولاية رود آيلاند ‏.